# Metropolitan Police Authority
La Metropolitan Police Authority (MPA) (2000-2012) era l'autorità di polizia locale responsabile del controllo e del supporto del lavoro del Metropolitan Police Service, la forza di polizia per la Grande Londra (esclusa l'area della City of London Police). L'istituzione dell'MPA nel 2000 ha segnato un cambiamento fondamentale nella polizia di Londra; istituire, per la prima volta, un'autorità di polizia locale per la metropoli, con l'obiettivo di garantire la responsabilità democratica del Metropolitan Police Service.
L'MPA aveva un ruolo strategico e non era responsabile dell'esecuzione quotidiana delle attività di polizia, che continuavano a essere dirette responsabilità del Commissario della Metropolitan Police. L'MPA ha lavorato a stretto contatto con l'MPS ei suoi partner, compresi i 32 consigli di circoscrizione di Londra, le associazioni per la riduzione della criminalità e dei disordini e altre agenzie del sistema di giustizia penale. Oltre alle sue funzioni strategiche generali, l'AMP ha stabilito e monitorato il bilancio annuale della polizia.
Consisteva di 23 membri: 12 membri dell'Assemblea di Londra, nominati dal sindaco di Londra in conformità con l'equilibrio politico sull'Assemblea, quattro magistrati e sette indipendenti. L'MPA è stata istituita nel 2000 come organo funzionale dell'Autorità della Grande Londra, dal Greater London Authority Act 1999. In precedenza il controllo della Metropolitan Police era interamente affidato al segretario di Stato per l'interno.
L'MPA ha cessato di esistere il 16 gennaio 2012, quando le sue funzioni sono state trasferite al Mayor's Office for Policing and Crime (MOPAC).

## Ex membri
- Kit Malthouse (Presidente, Assemblea di Londra, Conservatore)
- Reshard Auladin OBE (Vicepresidente, indipendente)
- John Roberts (indipendente)
- Tony Arbour (Assemblea di Londra, Conservatore)
- Jennette Arnold (Assemblea di Londra, Laburista)
- Victoria Borwick (Assemblea di Londra, Conservatore)
- James Cleverly (Assemblea di Londra, Conservatore)
- Dee Doocey (Assemblea di Londra, Liberal Democratico)
- Jenny Jones (Assemblea di Londra, Verdi)
- Joanne McCartney (Assemblea di Londra, Laburista)
- Stephen O'Connell (Assemblea di Londra, Conservatore)
- Caroline Pidgeon (Assemblea di Londra, Liberal Democratico)
- Faith Boardman (indipendente)
- Christopher Boothman (indipendente)
- Valerie Brasse (indipendente)
- Cindy Butts (indipendente)
- Lord Harris di Haringey (indipendente)
- Kirsten Hearn (indipendente)
- Neil Johnson (indipendente)
- Clive Lawton (indipendente)
- Graham Speed (indipendente)
- Len Duvall (?–2008)[2]
- Deborah Regal (2008–2010)
- Richard Tracey (2008–2010)